# 마리오 코시오

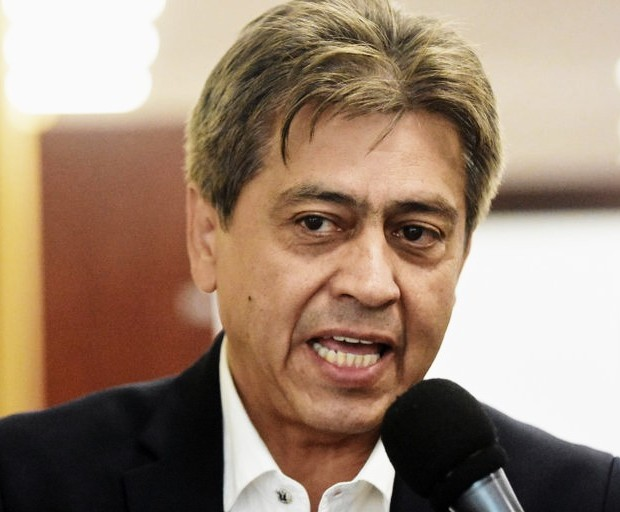

마리오 아델 코시오 코르테스(스페인어: Mario Adel Cossío Cortez, 1960년 5월 1일 ~ )는 볼리비아의 정치인으로, 2006년 볼리비아 정계에 들어갔다.
2006년 사무관이 되었다.